# Rhytidochrota turgida
Rhytidochrota turgida är en insektsart som beskrevs av Carl Stål 1873. Rhytidochrota turgida ingår i släktet Rhytidochrota och familjen gräshoppor. Inga underarter finns listade i Catalogue of Life.